# Elytrocheilus
Elytrocheilus är ett släkte av skalbaggar. Elytrocheilus ingår i familjen vivlar.

## Dottertaxa tillElytrocheilus, i alfabetisk ordning[1]
- Elytrocheilus albovittatus
- Elytrocheilus anthonyi
- Elytrocheilus boviei
- Elytrocheilus brevicollis
- Elytrocheilus breviusculus
- Elytrocheilus coerulatus
- Elytrocheilus confinis
- Elytrocheilus crassicornis
- Elytrocheilus depressior
- Elytrocheilus expansus
- Elytrocheilus falsoconfinis
- Elytrocheilus graniger
- Elytrocheilus helenae
- Elytrocheilus intermedius
- Elytrocheilus levigatus
- Elytrocheilus nigripes
- Elytrocheilus novobritannicus
- Elytrocheilus oxygaster
- Elytrocheilus proximus
- Elytrocheilus rhinoceros
- Elytrocheilus ruficollis
- Elytrocheilus rufipes
- Elytrocheilus subcoerulatus
- Elytrocheilus subcoeruleatus
- Elytrocheilus validus